# Swea City (Iowa)
Swea City – miasto w Stanach Zjednoczonych, w stanie Iowa, w hrabstwie Kossuth. Zgodnie ze spisem statystycznym z 2000 roku, miasto liczyło 642 mieszkańców.